# Philotheca thryptomenoides
Philotheca thryptomenoides är en vinruteväxtart som först beskrevs av Spencer Le Marchant Moore, och fick sitt nu gällande namn av Paul G. Wilson. Philotheca thryptomenoides ingår i släktet Philotheca och familjen vinruteväxter. Inga underarter finns listade i Catalogue of Life.